# Karimat El-Sayed
Karimat El-Sayed (Egipto, 10 de diciembre de 1933) es una académica egipcia, cristalógrafa y defensora de la educación de las mujeres. Es profesora de cristalografía en la Universidad de Ain Shams. Fue presidenta de la Sociedad Egipcia de Cristalografía y Aplicaciones y estuvo a cargo de la División de Educación de la Unión Internacional de Cristalografía.

## Biografía
El-Sayed se graduó con honores en matemáticas y física en la Universidad de Ain Shams en 1957.
En 1965, realizó su doctorado en el University College London bajo la dirección de Kathleen Lonsdale. Con el apoyo de Lonsdale fue capaz de relacionar la vibración atómica de los materiales con la expansión de los mismos debido a un incremento de su temperatura.
La mayoría sus trabajos estudian las estructuras de materiales, las propiedades microestructurales y la aplicación de impurezas en los materiales relevantes para la metalurgia industrial y en los materiales semiconductores.
Fue fundadora de la sección femenina del Departamento de Física de la Universidad de King Abdul-Aziz (1975). Fue presidenta de la División de Educación de la Unión Internacional de Cristalografía por tres años y presidenta del Comité Egipcio de Cristalografía.
Karimat El-Sayed también ha publicado estudios y disertado sobre la participación de las mujeres en la ciencia, en particular en el estudio de materiales, incentivando a las jóvenes a seguir su ejemplo.

## Premios
- 2003: L'Oréal-UNESCO Awards for Women in Science.[7]

## Vida personal
El-Sayed se encuentra casada con otro físico. Tiene dos hijos, una hija y cuatro nietos.